# Paul Mohn

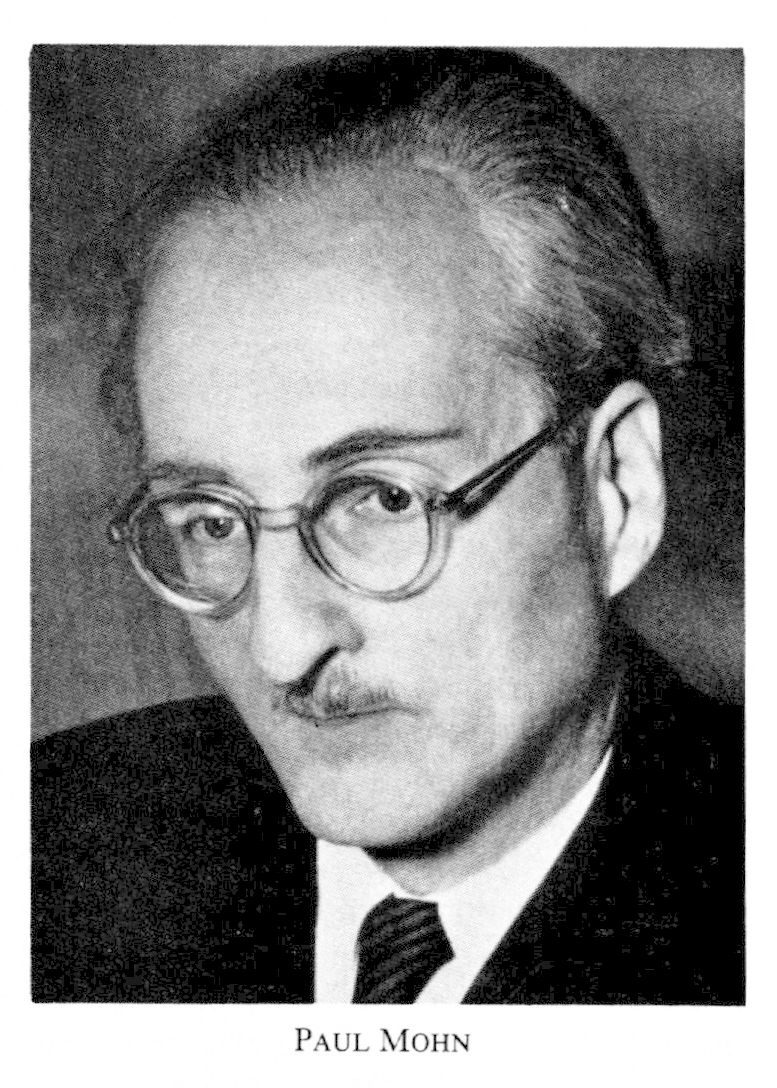
Paul Mohn

Paul Erik Alfred Mohn, född 24 maj 1898 i Stockholm, död 18 februari 1957 i Sorengo, Schweiz, var en svensk diplomat och författare.
Mohn gjorde 1947 upp förslaget för landet Israels gränser.

## Ungdom
Paul Mohn var son till predikanten Alfred Mohn och Léona Sichler. Han tog 1916 studentexamen vid Nya Elementarskolan i Stockholm och inskrevs samma år vid Stockholms högskola. Åren 1917–1920 var han kanslist vid svenska beskickningen i Konstantinopel. Efter studier i Haag, Zürich och Stockholm skrevs han 1925 in vid Uppsala universitet, där han 1926 blev filosofie kandidat.

## Tidig karriär
Mohn arbetade 1926–1928 som tolk vid turkiska legationen i Stockholm, hade offentliga uppdrag i Afghanistan, gjorde 1928–1929 en studieresa till Turkestan, Iran och Främre Orienten och var 1929 stipendiat i Nationernas förbunds sekretariat. Han var 1929–1939 sekreterare i franska handelskammaren i Stockholm, 1937 sekreterare i non-interventionsorganisationernas kontrollstation i Palermo, 1938 verkställande direktör i Institutet för svensk utlandstjänst, förste sekreterare vid svenska beskickningen i Paris 1939 och i Vichy 1940, 1941–1942 beskickningsråd och chef för B-avdelningen vid svenska beskickningen i Rom.

## Arbete för Röda Korset
Paul Mohn utsågs 1942 till ordförande i Internationella röda korsets Greklandskommission i Aten med uppgift att administrera ock fördela hjälpen till Hungersnöden i Grekland. Kommissionen bestod av 15 ledamöter från Sverige och Schweiz, samt kom att sysselsätta flera tusen greker. Röda korsets insats bedömdes ha räddat livet på mellan en och två miljoner svältande greker.

Han hade 1946 uppdrag åt internationella Röda Korset i Tyskland, Österrike och Ungern.

## Arbete för FN
Paul Mohn var 1943 sakkunnig för amerikanska delegationen vid United Nations Relief and Rehabilitation Administration (UNRRA:s) konferens i Atlantic City och var officiell svensk observatör vid dess konferens i Montreal 1944, London 1945 och Genève 1946, var 1947 medlem i FN:s Palestinakommitté (United Nations Special Committee on Palestine, UNSCOP), maj–juni 1948 politisk rådgivare till Palestinamedlaren Folke Bernadotte, i augusti 1948 rådgivare till UN Central Truce Supervision Board samt 1949 tillförordnade medlarens representant i Israel.
Mohn var 1953–1954 ställföreträdare och chef för den svenska representationen vid den neutrala övervakningskommissionen i Korea.

## Skrifter
- Resa till Afghanistan (1930)
- Handledning i utrikespolitik (1933)
- Sverige i utrikespolitiskt perspektiv (1937)
- Jerusalem and the United Nations (1950)
- Problems of Truce Supervision (1952)
- Hjälp till underutvecklade länder (1952)
- President och kongress i amerikansk utrikespolitik (1952)
- Svensk aktion för underutvecklade länder (1952)
- Krumelur i tidens marginal (Minnen) (1961)